# Kaitlyn Weaver
Kaitlyn Elizabeth Weaver (Houston, 12 aprile 1989) è una danzatrice su ghiaccio statunitense naturalizzata canadese.

## Biografia
Nata a Houston, in Texas. È di origini norvegesi, irlandesi, gallesi e tedesche. Da adolescente ha vissuto anche in Connecticut. Nell'agosto 2006 si è trasferita a Waterloo, in Ontario. Dal 2008 vive a Toronto. Il 22 giugno 2009 ha ottenuto la cittadinanza canadese.
Nel giugno 2021, ha fatto coming out come queer, affermando di "non voler più fingere" in merito al proprio orientamento sessuale. Ha raccontato di non essersi dichiarata durante la carriera agonistica per paura che ciò influisse negativamente sui suoi punteggi. È stata la seconda pattinatrice di caratura olimpica a fare coming out, dopo la giapponese Fumie Suguri.
In carriera ha danzato in coppia con Andrew Poje dall'agosto 2006. Con lui ha vinto l'argento ai Mondiali di Saitama 2014 e un oro e un bronzo ai Campionati dei Quattro continenti.

## Palmarès
GP: Grand Prix; CS: Challenger Series; JGP: Junior Grand Prix

### Con Poje per il Canada

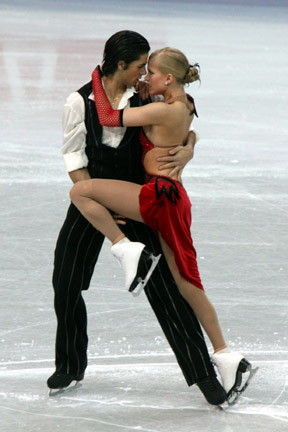
Weaver e Poje durante la danza obbligatoria al Campionato del mondo del 2008

| Internazionali | Internazionali | Internazionali | Internazionali | Internazionali | Internazionali | Internazionali | Internazionali | Internazionali | Internazionali | Internazionali | Internazionali | Internazionali | Internazionali |
| Evento | 2006–07        | 2007–08        | 2008–09        | 2009–10        | 2010–11        | 2011–12        | 2012–13        | 2013–14        | 2014–15        | 2015–16        | 2016–17        | 2017–18        | 2018–19        |
| --- | -------------- | -------------- | -------------- | -------------- | -------------- | -------------- | -------------- | -------------- | -------------- | -------------- | -------------- | -------------- | -------------- |
| Giochi olimpici invernali                                                                                                  |                |                |                |                |                |                |                | 7°             |                |                |                | 7°             |                |
| Campionati mondiali | 20°            | 17°            |                |                | 5°             | 4°             | 5°             | 2°             | 3°             | 5°             | 4°             | 3°             | 5°             |
| Campionati dei Quattro continenti                                                                                          |                | 5°             | 5°             | 1°             | 4°             | 3°             |                |                | 1°             | 3rd            | 5°             |                | 2°             |
| GP Finale |                |                |                |                | 5°             | 4°             |                | 5°             | 1°             | 1°             |                |                |                |
| GP Trophée Eric Bompard |                | 7°             |                |                |                |                |                |                |                |                |                | 4°             |                |
| GP Cup of China |                |                | 6°             | 6°             |                |                | 3°             |                |                |                | 2°             |                |                |
| GP NHK Trophy |                |                | 7°             |                | 2°             | 2°             |                |                | 1°             |                |                |                |                |
| GP Rostelecom Cup |                |                |                |                |                | 2°             |                | 2°             |                | 1°             | 3°             |                |                |
| GP Skate America |                |                |                |                | 4°             |                | 3°             |                |                |                |                |                |                |
| GP Skate Canada |                | 6°             |                | 3°             |                | 2°             |                | 2°             | 1°             | 1°             |                | 2°             |                |
| CS Autumn Classic International                                                                                            |                |                |                |                |                |                |                |                |                |                |                | 2°             | 1°             |
| CS Finlandia Trophy |                |                |                |                |                |                |                |                |                | 1°             |                |                |                |
| CS Nebelhorn Trophy |                |                |                |                |                |                |                |                | 1°             |                |                |                |                |
| Ondrej Nepela Trophy |                |                |                |                |                |                | 1°             |                |                |                |                |                |                |
| U.S. Classic |                |                |                |                |                |                |                | 2°             |                |                |                |                |                |
| Internazionali: Junior |                |                |                |                |                |                |                |                |                |                |                |                |                |
| Campionati mondiali | 3°             |                |                |                |                |                |                |                |                |                |                |                |                |
| JGP Repubblica Ceca | 3°             |                |                |                |                |                |                |                |                |                |                |                |                |
| JGP Taiwan | 3°             |                |                |                |                |                |                |                |                |                |                |                |                |
| Nazionali |                |                |                |                |                |                |                |                |                |                |                |                |                |
| Campionati canadesi | 3°             | 2°             | 3°             | 3°             | 2°             | 2°             | R              | 2°             | 1°             | 1°             | 2°             | 3°             | 1°             |
| Eventi a squadre |                |                |                |                |                |                |                |                |                |                |                |                |                |
| World Team Trophy |                |                |                |                |                |                | 2° S 2° P      |                | 4° S 1° P      |                | 4° S 1° P      |                | 5° S 4° P      |
| Team Challenge Cup |                |                |                |                |                |                |                |                |                | 1° S 1° P      |                |                |                |
| R = Ritirati S = Risultato della squadra; P = Risultato personale; Medaglie assegnate solo per il risultato della squadra. |                |                |                |                |                |                |                |                |                |                |                |                |                |

### Con Charles Clavey per gli Stati Uniti
| Internazionali                    | Internazionali | Internazionali | Internazionali |
| Evento                            | 2003–04        | 2004–05        | 2005–06        |
| --------------------------------- | -------------- | -------------- | -------------- |
| JGP Andorra                       |                |                | 5°             |
| JGP Croazia                       |                |                | 5°             |
| Nazionali                         |                |                |                |
| Campionati statunitensi           | 7° N           | 2° N           | 4°h J          |
| Categoria: N = Novice; J = Junior |                |                |                |